# 2375 Radek
A 2375 Radek (ideiglenes jelöléssel 1975 AA) a Naprendszer kisbolygóövében található aszteroida. Luboš Kohoutek fedezte fel 1975. január 8-án.